# Philippe Van Parijs

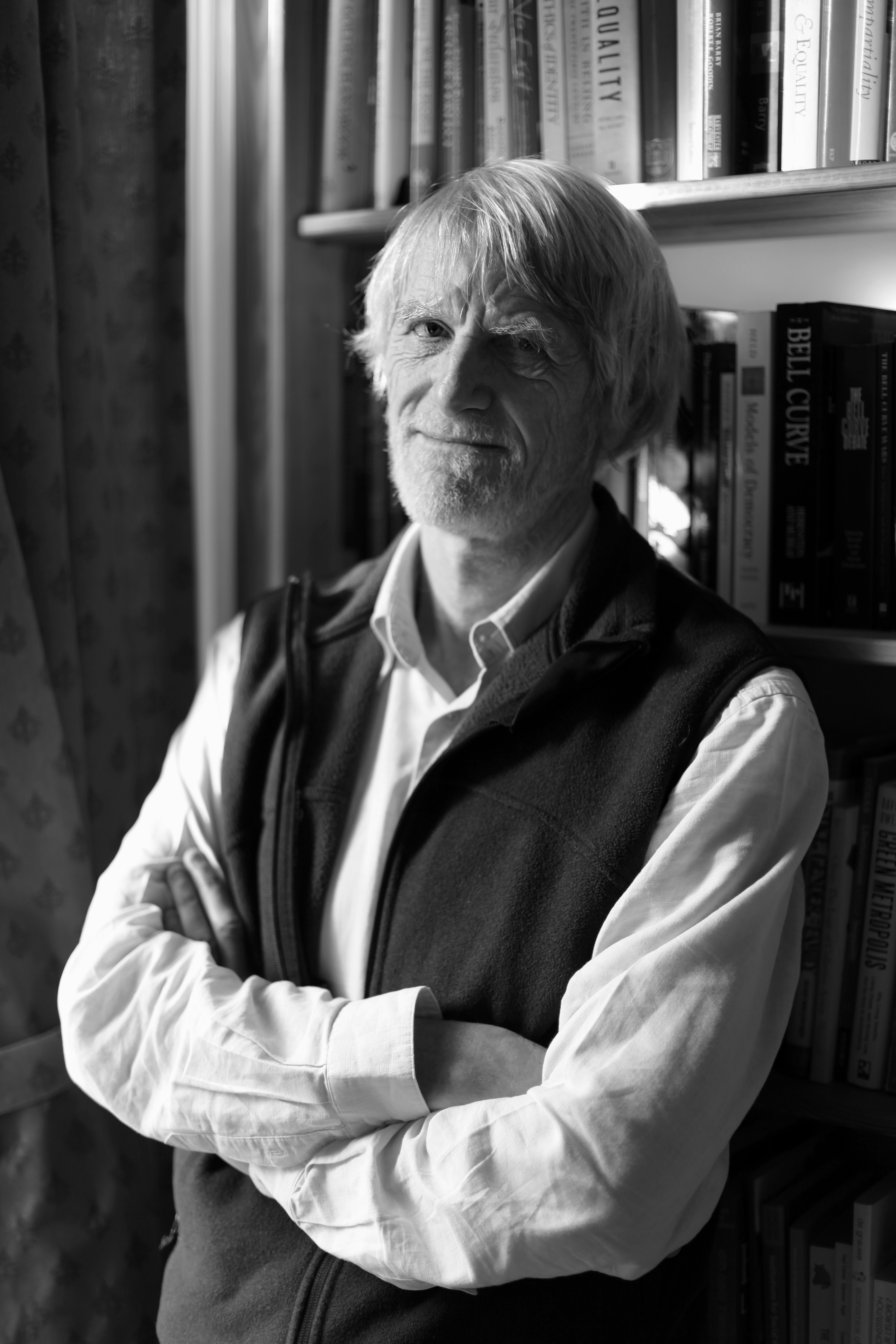
Philippe Van Parijs em sua biblioteca

Philippe Van Parijs (Bruxelas, 23 de maio de 1951) é um filósofo e economista político belga, conhecido como proponente e principal defensor do conceito da renda mínima.
Van Parijs estudou filosofia, direito, economia política, sociologia e linguística na Universidade de Saint Louis, em Bruxelas, e nas universidades de Louvain, Oxford, Bielefeld e California (Berkeley). Possui doutorados em ciências sociais (Louvain, 1977) e filosofia (Oxford, 1980).
É professor da Faculdade de Ciências Econômicas, Políticas e Sociais da  Universidade Católica de Louvain  (UCL), onde dirige a Cátedra Hoover de ética econômica e social desde sua criação em 1991. É também professor visitante na Universidade de Harvard desde 2004, e no Instituto KuLeuven de Filosofia desde 2006.
Trabalhou ainda como professor visitante em diversas universidades de todo o mundo, tais como de Amsterdã, Manchester, Siena e Quebec (Montreal), a Academia Russa de Ciências, a Academia de Ciências Sociais da China, a Universidade Autônoma de Barcelona, a École Normale Supérieure em Paris e a Universidade Federal do Rio de Janeiro.
É um dos fundadores do BIEN (Basic Income European Network - Rede Européia da Renda Básica), que, a partir de 2004, passou a se chamar Basic Income Earth Network (Rede Mundial da Renda Básica) e da qual é presidente. Coordena o Fórum Ético da Fondation Universitaire belga. É membro da Academia Real de Ciências da Bélgica, Academia Real de Artes da Bélgica, Instituto Internacional de Filosofia, Academia Européia de Artes e Ciências e da Academia Britânica. Em 2001, recebeu o Francqui, o mais conceituado prêmio científico belga.

## Obra
No seu livro "In Real Freedom for All: What (if anything) can justify capitalism?" (1995) Parijs advoga tanto a justiça como a factibilidade de um programa universal de renda mínima. Para ele, tal programa permitiria uma real liberdade de escolha. A distribuição de renda poderia ser atingida através da taxação do luxo e dos altos rendimentos, possibilitanto assim a todos uma vida digna e livre das amarras naturais.
Outro aspecto do trabalho de Van Parijs é a análise econômica na comunicação lingüística. Para compensar os gastos de ensino e tradução de línguas minoritárias, os países que as possuam deveriam receber auxílio econômico através de uma "taxa sobre a língua" a ser paga por aqueles países que utilizem línguas majoritárias, já que estes não têm o mesmo tipo de despesas lingüísticas.
A obra de Van Parijs é muitas vezes associada ao Grupo Setembro de marxismo analítico, apesar de ele mesmo não se considerar um marxista

### Livros
- Evolutionary Explanation in the Social Sciences (1981)
- Le Modèle économique et ses rivaux (1990)
- Qu'est-ce qu'une société juste? (1991)
- Marxism Recycled (1993)
- Real Freedom for All (1995)
- Sauver la solidarité (1995)
- Refonder la solidarité (1996)
- Solidariteit voor de XXIste eeuw (1997)
- Ethique économique et sociale (2000, com C. Arnsperger)
- What's Wrong with a Free Lunch? (2001)
- Hacia una concepción de la justicia global (2002)
- L'Allocation universelle (2005, com Y. Vanderborght)
- Cultural Diversity versus Economic Solidarity (como editor, 2004)
- Linguistic Justice for Europe and for the World (em andamento)